# Mateusz Lewandowski (ur. 1993)
Mateusz Lewandowski (ur. 18 marca 1993 w Płocku) – polski piłkarz występujący na pozycji obrońcy w Wiśle II Płock.

## Kariera
Wychowanek Wisły Płock. W latach 2012–2016 grał w Pogoni Szczecin (2012–2016) z krótką przerwą na występy we włoskiej Serie B w zespole Virtusa Entella. 12 listopada 2012 w szczecińśkim klubie zadebiutował w najwyższej klasie ligowej w wyjazdowym meczu przeciwko GKS Bełchatów. Później przeszedł do Lechii, z której dwukrotnie był wypożyczany do Śląska. We Wrocławiu spędził wiosnę 2017 i 2018. W czerwcu 2019 został zawodnikiem Radomiaka, beniaminka Fortuna 1. Ligi. 10 lutego 2021 roku podpisał kontakt z 4-ligowymi rezerwami Wisły Płock, związał się umową do końca czerwca 2021 roku. Kontynuował występy dla klubu w sezonie 2021/2022.
Był także wielokrotnym reprezentantem młodzieżowych drużyn kadry Polski, w których wystąpił łącznie w 23 meczach od kategorii wiekowej U-15 do U-21.

## Statystyki kariery klubowej
(aktualne na dzień 2 czerwca 2017)
| Klub                  | Sezon              | Liga               | Liga  | Liga   | Puchar Polski | Puchar Polski | Suma  | Suma   |
| Klub                  | Sezon              | Liga               | Mecze | Bramki | Mecze         | Bramki        | Mecze | Bramki |
| --------------------- | ------------------ | ------------------ | ----- | ------ | ------------- | ------------- | ----- | ------ |
| Wisła Płock           | 2010/11            | II liga            | 27    | 0      | 0             | 0             | 27    | 0      |
| Pogoń Szczecin        | 2011/12            | I liga             | 10    | 1      | 0             | 0             | 10    | 1      |
| Pogoń Szczecin        | 2012/13            | Ekstraklasa        | 16    | 0      | 0             | 0             | 16    | 0      |
| Pogoń Szczecin        | 2013/14            | Ekstraklasa        | 24    | 1      | 1             | 0             | 25    | 1      |
| Pogoń Szczecin        | 2014/15            | Ekstraklasa        | 5     | 0      | 0             | 0             | 5     | 0      |
| Virtus Entella (wyp.) | 2014/15            | Serie B            | 11    | 0      | −             | −             | 11    | 0      |
| Pogoń Szczecin        | 2015/16            | Ekstraklasa        | 30    | 2      | 1             | 0             | 31    | 2      |
| Pogoń Szczecin        | 2016/17            | Ekstraklasa        | 14    | 0      | 4             | 0             | 18    | 0      |
| Pogoń Szczecin        | Ogółem w Pogoni    | Ogółem w Pogoni    | 99    | 4      | 6             | 0             | 105   | 4      |
| Śląsk Wrocław (wyp.)  | 2016/17            | Ekstraklasa        | 13    | 0      | 0             | 0             | 13    | 0      |
| Lechia Gdańsk         | 2017/18            | Ekstraklasa        | 0     | 0      | 0             | 0             | 0     | 0      |
| Ogólnie w karierze    | Ogólnie w karierze | Ogólnie w karierze | 150   | 4      | 6             | 0             | 156   | 4      |